# Бирон, Густав
Гу́став фон Биро́н (1695—1746) — барон, генерал-аншеф, брат Э. И. Бирона, фаворита императрицы Анны Иоанновны, супруг дочери А. Д. Меншикова.

## Биография
Родился в 1695 году в мызе Каленцеем (Курляндия и Семигалия, ныне село Тирели в Латвии) в семье Карла фон Бирена (von Biron) и Гедвиги-Катарины, урожд. фон дер Рааб. Получил домашнее образование, служил в польских войсках до 1730 года в чине капитана. После вступления на престол императрицы Анны Иоанновны был вызван братом Э. И. Бироном в Россию. Благодаря влиянию своего брата Густав Бирон скоро занял видное положение при русском дворе и при образовании осенью 1730 года лейб-гвардии Измайловского полка был зачислен в него одним из трёх майоров; по новому штату полка, введённому с 1 января 1732 года, переименован в премьер-майоры, а 28 января 1734 года пожалован в подполковники лейб-гвардии Измайловского полка.
В 1735 году Густав Бирон ездил волонтёром на Рейн, где принял командование отрядом в корпусе Ласси.
В период русско-турецкой войны Густав командовал гвардейским сводным отрядом при Очакове и Синковцах[где?]; в 1738 году произведён в генерал-поручики. В. А. Нащокин писал в своих «Записках»: 

В начале 1740 года, Генваря 27 дня, лейб-гвардия, по прибытии из Турецких походов, имела поход в С.-Петербург, которою вёл гвардии подполковник Густав фон-Бирон. Штаб и обер-офицеры, так как были на войне, шли с ружьём, со примкнутыми штыками; шарфы имели подпоясаны; у шляп, сверх бантов, за поля были заткнуты кукарды лаврового листа, чего ради было прислано из дворца довольно лаврового листа для делания кукардов к шляпам: ибо в древния времена Римляне, с победы, входили в Рим с лавровыми венцы. И было учинено в знак того древнего обыкновения, что с знатною победою над Турками возвратились. А солдаты такия ж за полями примкнутыя кукарды имели, из ельника связанныя, чтоб зелень была.
 Пройдя маршем от Московской Ямской к дворцу, офицеры во главе с подполковником были приняты императрицей. По случаю победы были произведены награждения (14 февраля 1740 года); Эрнст Миних отмечал: «Генерал-поручики Кейт, Левендаль, Бисмарк и Густав Бирон произведены генерал-аншефами, причём также пожалованы им шпаги, бриллиантами осыпанные».
9 ноября 1740 года после переворота, совершённого Анной Леопольдовной, заключён в Шлиссельбургскую крепость, признан на следствии соучастником брата и сослан в Нижнеколымский острог. Имущество Густава Бирона при конфискации было оценено в 5696 рублей, в том числе женского платья на 1051 руб., фарфоровой и хрустальной посуды на 331 руб., медной и оловянной — 297 руб. Золотых и серебряных изделий, кроме двух перстней с изъятыми камнями, в описи не зафиксировано.
В 1742 году возвращён с дороги и сослан в Ярославль с ежегодным содержанием по 1000 руб, а уже в 1744 году благодаря заступничеству И. Г. Лестока ему был возвращён чин генерал-аншефа и дано разрешение жить в столице.

## Брак
4 мая 1732 года женился на младшей дочери А. Д. Меншикова — Александре Александровне (1712—1736). Существует версия, что этот брак был заключён с целью получить доступ к иностранным вкладам Меншикова, наследниками которых были его дети.
Получает во владение участок с домом на Дворцовой набережной.
Брак был недолгим. В 1736 году Александра Александровна скончалась при родах. Жена английского посланника леди Рондо оставила подробное описание церемонии её похорон: 

Но самую трогательную картину представляло прощание мужа, который просил избавить его от этой гнетущей церемонии, но его брат полагал, что следует подчиниться русскому обычаю, чтобы его как иностранца не обвинили в презрении к ним. Два джентльмена помогли мужу прийти из его апартаментов, и им действительно приходилось поддерживать его, а не просто показывать это. На его лице читалась истинная скорбь, но скорбь молчаливая. Подойдя к дверям комнаты, где лежала покойница, он остановился и попросил подать ему настойку оленьего рога; выпив её и, казалось, собравшись с силами, он приблизился к гробу и упал в обморок. После того как его вынесли из комнаты и привели в чувство, гроб снесли вниз и поставили на открытую колесницу, за которой последовал длинный поезд карет и гвардейский конвой, так как она была женой военачальника. Для погребения тело отвезли в монастырь Св. Александра, и хотя крышка гроба была закрыта, пока ехали по улицам, в церкви её снова сняли, и та же церемония прощания повторилась сызнова, но без мужа: его увезли домой, ибо он вторично лишился чувств, едва открыли гроб

## Отзывы современников
Густав Бирон характеризовался как человек добрый, снисходительный и храбрый в душе, но, вследствие недостатка воспитания, казавшийся грубым и жестоким в обращении.
Манштейн так описывал Густава Бирона: «Это был человек весьма честный, но без образования и недальнего ума».